# Cymbidiella
Cymbidiella är ett släkte av orkidéer. Cymbidiella ingår i familjen orkidéer.
Kladogram enligt Catalogue of Life:
| Cymbidiella | \| \| Cymbidiella falcigera \| \| \| \| \| \| Cymbidiella flabellata \| \| \| \| \| \| Cymbidiella pardalina \| \| \| \| |
|             | \| \| Cymbidiella falcigera \| \| \| \| \| \| Cymbidiella flabellata \| \| \| \| \| \| Cymbidiella pardalina \| \| \| \| |
|             | Cymbidiella falcigera |
|             | |
|             | Cymbidiella flabellata                                                                                                   |
|             | |
|             | Cymbidiella pardalina |
|             | |

## Bildgalleri

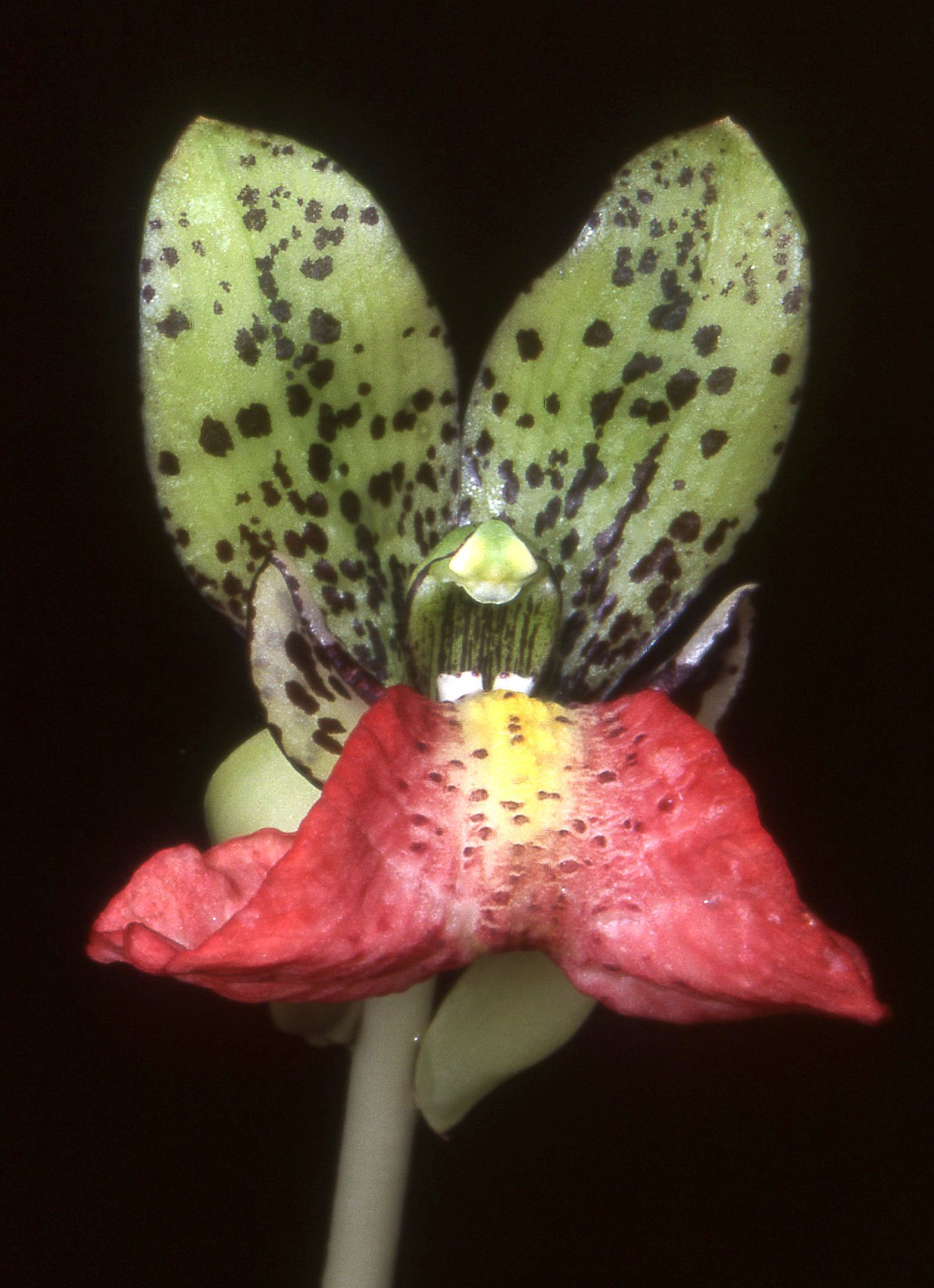